# Sân bay quốc tế Muscat
Sân bay quốc tế Muscat (tên trước đây là Sân bay quốc tế Seeb) (IATA: MCT, ICAO: OOMS) là sân bay chính của Muscat, Oman. Đây là trung tâm của hãng Oman Air, hãng hàng không quốc gia của Oman. Sân bay này cách Muscat Cổ 30 km vác cách các khu vực dân cư chính 15 km. Hiện tại, sân bay này đang được nâng cấp và hiện đại hóa để nâng công suất lên 12 triệu lượt khách mỗi năm vào giai đoạn đầu và 48 triệu lượt vào gia đoạn sau. Giai đoạn đầu dự kiến hoàn thành năm 2011.

## Số liệu thống kê
| Năm  | Tổng lượt khách | Hàng hóa (tấn) | Lượt chuyến |
| ---- | --------------- | -------------- | ----------- |
| 2000 | 2.720.983       | 68.639         | 38.184      |
| 2001 | 2.697.032       | 73.078         | 38.955      |
| 2002 | 2.450.422       | 46.934         | 39.555      |
| 2003 | 2.886.487       | 48.630         | 42.330      |
| 2004 | 3.461.982       | 67.151         | 43.622      |
| 2005 | 3.778.578       | 76.043         | 44.445      |
| 2006 | 4.777.747       | 99.582         | 53.695      |
| 2007 | 4.218.498       | 77.391         | 58.903      |

## Mở rộng
Dự án mở rộng sân bay Muscat International bao gồm xây thêm một nhà ga và một đường cất hạ cánh mới có thể phục vụ Airbus A380 và một đài kiểm soát không lưu cao 90 m, 32 ống lồng dẫn khách, một nhà ga hàng hóa và một bãi đỗ xe cho 6000 xe hơi. Việc khởi công xây nhà ga mới sẽ bắt đầu vào nửa sau năm 2008.

## Các hãng hàng không và các tuyến điểm
- Air Arabia (Sharjah)
- Air India (Abu Dhabi, Delhi, Mumbai)
  - Air-India Express (Kozhikode, Kochi, Abu Dhabi, Mangalore, Trivandrum)
  - Indian Airlines (Ahmedabad, Bangalore, Kozhikode, Chennai, Delhi, Hyderabad, Kochi)
- Biman Bangladesh Airlines (Chittagong, Dhaka, Dubai)
- British Airways (Abu Dhabi, London-Heathrow)
- Emirates Airline (Dubai)
- Etihad Airways (Abu Dhabi)
- EgyptAir (Cairo)
- Gulf Air (Bahrain)
- Iran Aseman Airlines (Shiraz, Chah Bahar)
- Jazeera Airways (Dubai)
- Jet Airways (Kochi, Kozhikode, Mumbai)
- KLM (Amsterdam, Kuwait)
- Kuwait Airways (Abu Dhabi, Kuwait)
- Lufthansa (Doha, Frankfurt)
- Martinair (Amsterdam, Brussels, Colombo, Phuket, Sharjah)
- Oman Air (Abu Dhabi, Amman, Bahrain, Bangkok-Suvarnabhumi, Beirut, Cairo, Chittagong, Chennai, Delhi, Doha, Dubai, Hyderabad, Jaipur, Jeddah, Karachi, Khasab, Kochi, Kozhikode, Kuwait, Lucknow, London-Gatwick, Mumbai, Riyadh, Salalah, Trivandrum)
- Pakistan International Airlines (Gwadar, Islamabad, Karachi, Lahore)
- Qatar Airways (Doha)
- Royal Jordanian (Amman)
- Saudi Arabian Airlines (Jeddah, Riyadh)
- Shaheen Air International (Karachi, Lahore)
- SriLankan Airlines (Colombo)
- Swiss International Air Lines (Dubai, Zürich)
- Thai Airways International (Bangkok-Suvarnabhumi)
- Turkish Airlines (Abu Dhabi, Istanbul-Atatürk)

### Các hãng vận tải hàng hóa
- Martinair Cargo (Amsterdam)